# Makote
Makote ist ein osttimoresischer Ort in der Aldeia Sulilaran (Suco Aidabaleten, Verwaltungsamt Atabae, Gemeinde Bobonaro). Er liegt in einer Meereshöhe von 8 m.
Der Weiler Makote befindet sich an der Küste der Sawusee der Aldeia Tasi Mean, an der nördlichen Küstenstraße. Neben den etwa einem Dutzend Häuser liegt hier auch ein Friedhof. Nach Süden gelangt man in das Dorf Cotalaran.